# Andreas Salomonsson
Andreas Salomonsson, är en svensk före detta ishockeyspelare. Han har spelat i Modo Hockey, Djurgården, New Jersey Devils, Albany River Rats, Washington Capitals och Portland Pirates.
Han är född 19 december 1973 i Örnsköldsvik och moderklubben heter MoDo AIK. Spelade i Djurgården 2000-2001, vann där SM-Guld. Spelade i NHL några år, däribland för Washington Capitals och New Jersey Devils innan han återvände säsongen 2003-2004 till MODO. Gjorde mål mot Kanada i VM-finalen 2004. Spelade i tröjnummer 15.
Den 11 februari 2010 kom beskedet att han tvingas sluta spela ishockey efter att en ljumskskada som han drog på sig sommaren 2008 inte ville läka.

## Karriär

### Klubbar
- 1990-2000  MODO Hockey, Elitserien
- 2000-2001  Djurgårdens IF, Elitserien
- 2001-2002  New Jersey Devils, NHL
- 2001-2002  Albany River Rats, AHL
- 2002-2003  Washington Capitals, NHL
- 2002-2003  Portland Pirates, AHL
- 2003-2010  MODO Hockey, Elitserien

### Meriter
| Merit             | År                |
| ----------------- | ----------------- |
| TV-Pucken Vinnare | 1989              |
| J18 SM Guld       | 1991              |
| J20 SM Guld       | 1992, 1993        |
| JVM Silver        |                   |
| SM-silver         | 1994, 1999, 2000. |
| SM-guld           | 2001, 2007        |
| VM-brons          | 2001              |
| VM-silver         | 2002              |